# ドコサン
ドコサン (docosane) は炭化水素の1種で、炭素が22連なった直鎖アルカン。分子式は C22H46。分子量は310.6006 ± 0.0208。融点は44.4 °C。沸点は368.65 °C。臨界点は991 (kPa)、512,45 °C。構造異性体の種類は2278638。